# Piraten van de asteroïden
Piraten van de asteroïden (Engelse titel: Pirates of the Asteroids, Amerikaanse titel: Lucky Starr and the Pirates of the Asteroids) is een sciencefictionroman uit 1978 van de Amerikaanse schrijver Isaac Asimov.
Dit boek is het tweede deel van zes jeugdboeken in de Lucky Starr-serie die verscheen tussen 1952 en 1958. Deze boeken werden oorspronkelijk uitgegeven onder het pseudoniem Paul French.

## Synopsis
Het verhaal speelt zich af in de 70ste eeuw, vijfduizend jaar na het exploderen van de eerste atoombom. De mensheid heeft zich verspreid over het zonnestelsel en daarbuiten op andere planeten. De Aarde blijft echter de belangrijkste spil voor de mensen.
Piraten hebben in de planetoïdengordel het ruimteschip TSS Waltham Zachary gekaapt en gebruiken dit als uitvalsbasis voor hun aanvallen. David Starr kruipt ongemerkt aan boord van een onbemand ruimteschip Atlas dat op weg gestuurd wordt naar de piraten. Starr zint op wraak omdat de piraten verantwoordelijk zijn voor de dood van zijn ouders.
Als Starr gevangengenomen wordt, vertelt hij hen dat zijn naam Williams is en dat hij zich bij de piraten wil aansluiten. Na een duel met een van de piraten wordt hij als gevangene naar een onbekende asteroïde overgebracht. Hij vindt er al snel een bondgenoot, Joseph Patrick Hansen, die hem naar Ceres vervoert. Daar treft hij zijn vriend Bigman, die hij overhaalt om bij de piraten te infiltreren.
Ze landen met hun eigen ruimteschip op Hansen’s asteroïde die blijkbaar door de piraten voorzien werd van een hyperatomische motor zodat ze ermee kunnen rondvliegen. Starr wordt gevangengenomen door enkele piraten maar weet deze te verslaan en te ontsnappen. De piraten hebben ook Hansen gevangen en meegenomen naar hun geheime basis op Ganymedes. Hansen doodt de piratenkapitein Anton en de piraten geven zich over aan Starr.
De Aardse vloot neemt het piratenschip terug in handen maar Starr ontdekt dat Hansen de werkelijke piratenleider is en verantwoordelijk voor de dood van Starr’s ouders. Hij onderschept Hansen’s ruimteschip en arresteert Hansen waarna de geheime basis op Ganymedes wordt ontmanteld.